# V447 Большого Пса
V447 Большого Пса (лат. V447 Canis Majoris) — двойная затменная переменная звезда типа W Большой Медведицы (EW) в созвездии Большого Пса на расстоянии приблизительно 3113 световых лет (около 954 парсеков) от Солнца. Видимая звёздная величина звезды — от +11,75m до +11,51m. Орбитальный период — около 0,859 суток (20,615 часов).